# Rogue (eSports)
Rogue és una organització professional d'esports electrònics amb equips que competeixen en diversos títols diferents tant a Europa com als Estats Units. Té dos equips de League of Legends amb seu a Europa: un equip principal que participa al League of Legends EMEA Championship (LEC), i un equip de l'acadèmia que participa a la lliga nacional de Polònia, l'Ultraliga. Rogue va ser fundat per Franklin Villarreal, Derek Nelson i Carson Knuth el 2016, i l'any 2018 el va adquirir l'empresa ReKTGlobal i els seus socis. ReKTGlobal també és propietari de l'equip de la Call of Duty League, els London Royal Ravens. L'organització és copropietat del destacat DJ Steve Aoki i del YouTuber "Vikkstar123". Altres inversors inclouen Imagine Dragons, Rudy Gobert, Nicky Romero, Nick Gross i Landon Collins.
El 6 d'octubre de 2022, Rogue va anunciar una fusió amb KOI, l'organització d'esports propietat d'Ibai Llanos i Gerard Piqué. Això farà que els equips de Rogue existents canviïn de nom a KOI.

## League of Legends
Rogue va guanyar el seu primer i únic trofeu de la LEC el split d'estiu de la temporada 2022.

## Tom Clancy's Rainbow Six Siege
L'agost de 2022, Rogue va guanyar contra Faze Clan a la gran final del Berlín Six Major, la qual cosa va fer que la regió de la UE tingui el seu primer trofeu internacional des del 2019.